# Goiatins
Goiatins är en kommun i Brasilien.   Den ligger i delstaten Tocantins, i den centrala delen av landet, 900 km norr om huvudstaden Brasília. Antalet invånare är 12 064.
Omgivningarna runt Goiatins är huvudsakligen savann. Trakten runt Goiatins är nära nog obefolkad, med mindre än två invånare per kvadratkilometer.